# Jumper - Senza confini
Jumper - Senza confini è un film di fantascienza del 2008, diretto da Doug Liman e interpretato da Hayden Christensen.
La sceneggiatura è basata sull'omonimo romanzo scritto da Steven Gould nel 1992.

## Trama
Nella città di Ann Arbor, un ragazzo di quindici anni chiamato David Rice (Hayden Christensen) regala un globo di neve alla sua compagna di classe Millie Harris (Rachel Bilson), ma il bullo Mark Kobold (Jesse James) lo getta in un fiume ghiacciato; cercando di recuperarlo, David rompe accidentalmente il ghiaccio e viene portato via dalla corrente ritrovandosi inspiegabilmente nella biblioteca della città; avendo capito di potersi teletrasportare, David fugge di casa lasciando da solo il padre alcolizzato, il quale aveva iniziato a bere quando la moglie abbandonò lui e il figlio senza apparente motivo.
Otto anni dopo, il ventitreenne David è diventato un rapinatore di banche che sfrutta i propri poteri per guadagnare denaro e dedicarsi alla bella vita, teletrasportandosi ogni giorno in zone diverse del mondo. Mentre si rilassa nel suo lussuoso appartamento a Parigi, un uomo di nome Roland Cox (Samuel L. Jackson) irrompe nell'abitazione e tenta di catturarlo usando cavi dell'alta tensione che gli impediscono di usare il teletrasporto; David però riesce a liberarsi e fuggire. Dopo essere tornato ad Ann Arbor, dove molti lo davano per morto a causa dell'incidente nel fiume ghiacciato, il bullo Mark lo riconosce e cerca di iniziare una rissa che si conclude quando David si teletrasporta nel caveau di una banca.
Un giorno David invita a Roma la sua ex compagna Millie, della quale era innamorato, e la ragazza accetta. Quando vanno a visitare il Colosseo, chiuso per lavori, egli utilizza il teletrasporto per far entrare Millie di nascosto, aprendole dall'interno senza mostrarle i suoi poteri; una volta entrati, però, vengono affrontati verbalmente da Chris Griffin (Jamie Bell), un ragazzo che possiede anch'egli il dono del teletrasporto e che da qualche giorno li seguiva da lontano. Questi rimprovera David di usare i suoi poteri senza fare attenzione. Infatti due uomini, colleghi di Roland, li raggiungono e li attaccano. Griffin ne uccide uno e ne cattura un altro, teletrasportandosi via. David, dopo aver accidentalmente raggiunto Griffin nel nascondiglio di quest'ultimo toccando il wormhole lasciato dal suo teletrasporto, cerca di andare via con Millie, ma la polizia italiana, vedendo l'uomo morto nel Colosseo, lo arresta.
Mentre Roland interroga Mark, arrestato e creduto pazzo dai poliziotti per il suo racconto, la madre di David arriva dal figlio e lo libera, intimandogli di scappare prima che arrivi un altro aggressore e dicendogli di lasciare Millie, che altrimenti morirà. David perde di vista la madre prima di poterle chiedere spiegazioni, così accompagna Millie all'aeroporto. La ragazza, spaventata e confusa, chiede spiegazioni, ma David non le dice nulla e la lascia partire da sola verso casa.
David, per capire cosa stia accadendo, torna da Griffin che vive in una specie di caverna nel deserto. Il ragazzo ha già ucciso l'uomo che aveva catturato al Colosseo e gli racconta la verità. Gli uomini che stanno dando loro la caccia fanno parte di un'organizzazione segreta chiamata I Paladini. Sono centinaia e si tratta di fanatici religiosi che dai tempi del Medioevo danno la caccia a quelli come loro, i cosiddetti Jumper, perché convinti che uomini capaci di "saltare" in qualsiasi luogo, una sorta di onnipresenza, siano degli abomini blasfemi. Roland è il loro leader, inoltre quest'ultimo non comprende come mai non siano riusciti in ben otto anni a trovare David malgrado il suo uso noncurante del suo potere, perciò intuisce che qualcuno lo protegga. Inoltre Griffin gli spiega che lui stesso combatte e uccide i Paladini da anni.
Quando Griffin gli rivela che i Paladini uccidono anche la famiglia, gli amici e gli amori dei Jumper per prevenire che li ostacolino, David si teletrasporta a casa dove trova suo padre ferito gravemente da Roland per non averlo voluto aiutare a prendere il figlio, così David "salta" in un ospedale per farlo curare, ma il destino del padre rimane incerto e sembra che non ce la farà. David, capito che Millie sarà il prossimo obiettivo, torna da Griffin e gli chiede di unire le forze. Griffin inizialmente rifiuta, ma alla fine accetta di collaborare per uccidere Roland, con cui ha già combattuto e che per dieci anni ha tentato di uccidere. Griffin torna al suo nascondiglio per preparare le armi mentre David recupera Millie andando a casa sua. La ragazza lo caccia e David, vedendo i Paladini avvicinarsi, la teletrasporta da Griffin, che si infuria perché i loro nemici possono raggiungerli con un macchinario che mantiene aperti i wormhole lasciati dai loro salti dato che normalmente impiegano pochi secondi a chiudersi.
Tra il nascondiglio di Griffin e l'appartamento di Millie scaturisce così un combattimento. Mentre David viene subito neutralizzato, Griffin uccide alcuni nemici e affronta nuovamente Roland in un duro scontro. David, vedendo sua madre in una delle foto dei vari Paladini identificati da Griffin, si rende conto che quest'ultima fa parte dell'organizzazione. Roland viene respinto da Griffin che ruba il macchinario per impedirgli di tornare, ma questi riesce prima a rapire Millie attraverso il wormhole.
Griffin decide di uccidere Roland e gli altri piazzando una bomba nell'appartamento, ma David si oppone perché così morirà anche Millie. Griffin risponde che è un danno collaterale e gli rivela perché sia ossessionato dall'uccidere Roland: quando aveva cinque anni l'uomo entrò in casa sua per eliminarlo ed uccise i suoi genitori davanti a lui. David ruba il detonatore e i due iniziano a litigare per ottenerne il possesso teletrasportandosi in giro per il mondo in una frenetica rincorsa. Alla fine, David intrappola Griffin in un traliccio elettrico in Cecenia. Griffin propone di aiutarlo, ma David lo ignora e decide di fare da solo.
Roland, usando Millie come esca, intrappola David con vari cavi connessi a tutto l'appartamento, impedendogli quindi di andarsene senza portare con sé l'intero posto, cosa estremamente difficile e che potrebbe ucciderlo per lo sforzo. David, usando tutte le sue energie, teletrasporta l'appartamento, insieme a Millie e Roland, nel fiume dove cadde a quindici anni liberandosi dai cavi e "salta" poi ancora nella biblioteca della città. Gettandosi su Roland, David lo teletrasporta in una grotta al centro di una parete rocciosa del Gran Canyon, dicendogli che i Jumper non sono obbligatoriamente una minaccia, infatti lo lascia vivo e "salta" via.
Tempo dopo David bussa alla porta della casa dove ora abita sua madre, ad aprirgli è Sophie, una ragazza, così David scopre che la donna si è risposata e che Sophie è sua sorella. Mary gli spiega che, essendo lei una paladina, quando lui a cinque anni fece il primo "salto" aveva due scelte: ucciderlo o andarsene per proteggerlo. La donna gli ribadisce il suo affetto e David se ne va, teletrasportandosi con Millie.

## Personaggi
David Rice: ragazzo Jumper, a scuola da ragazzino era un imbranato vittima dei bulli, soffrendo la mancanza di una madre che abbandonò lui e suo padre quando aveva cinque anni. Dopo aver scoperto casualmente di potersi teletrasportare, scappa di casa e inizia a rapinare le banche con le sue abilità, trascorrendo otto anni nel lusso e nel divertimento in giro per il mondo. Si ritroverà di colpo a combattere per la sua vita quando scopre che un'organizzazione segreta dedita all'uccisione dei Jumper chiamata I Paladini gli dà la caccia.
Griffin: ragazzo Jumper. A differenza di David, è da sempre consapevole del pericolo che corrono quelli come lui e combatte da anni i Paladini, senza esitare ad ucciderli durante i loro scontri poiché segue la regola dell'"uccidi o vieni ucciso". Odia profondamente Roland e da 10 anni cerca di ucciderlo perché, quando ne aveva solo 5, arrivò a casa sua e uccise i suoi genitori. Per vendicarsi è anche disposto a sacrificare altre persone, dichiarando che tutti devono sacrificare qualcosa, come lui dovette perdere la sua famiglia.
Roland: membro dei Paladini. Uno dei più spietati e abili combattenti dell'organizzazione. Odia profondamente i Jumper e nel suo fanatismo è convinto che siano tutti abomini dannati che abusano di un potere che spetta solo a Dio. Non esita ad uccidere famiglie, amici e amori delle sue vittime per impedire che lo ostacolino nel suo scopo. Per otto anni ha cercato di trovare David, comprendendo che il solo motivo per cui non ci fosse riuscito era che qualcuno lo stesse proteggendo nell'ombra. Ha affrontato diverse volte Griffin, un altro Jumper che gli sfugge da anni.
Millie Harris: ragazza per la quale David ha una cotta sin da ragazzino. Lo rivede dopo otto anni e inizia una storia con lui, venendo però per questo coinvolta nella lotta di quest'ultimo contro i Paladini.
William Rice: padre di David. Soffre molto per l'abbandono della moglie quando il figlio aveva cinque anni. Quando anche il figlio scompare molti lo danno per morto, ma lui si convince che sia ancora vivo e desidera solo che torni a casa.
Mary Rice: madre di David. Abbandonò lui e il marito quando aveva solo cinque anni, apparentemente senza ragione. In realtà lo fece perché fa parte dei Paladini e andarsene fu l'unica alternativa all'uccidere il proprio figlio, che da allora comunque continua a proteggere dall'interno, riuscendoci per otto anni. Nel frattempo si è sposata nuovamente e ha avuto una figlia.

## Produzione
La New Regency Productions ha acquisito i diritti cinematografici del romanzo Jumper nel novembre 2005, assumendo subito Steven Gould come regista. Il primo scritto adattato dal romanzo è stato stilato da David S. Goyer e successivamente è stato revisionato da Jim Uhls. Il casting è cominciato in aprile 2006: subito sono state candidate per il ruolo di Millie Harris, le attrici Siraj Shaik, Teresa Palmer e Sai Chand; la parte è andata in giugno a Teresa Palmer. È stato chiarito dalla 20th Century Fox che l'intenzione è quella di creare una trilogia.
Due settimane prima dell'inizio delle riprese, sono state aperte le candidature per il ruolo del protagonista David Rice. È stato proposto in primis l'attore Hayden Christensen che, dopo aver declinato l'offerta più volte, ha infine accettato; la seconda scelta cadeva sul rapper e attore statunitense Eminem che ha rifiutato l'offerta senza aspettare l'inizio delle contrattazioni.
Le riprese sono cominciate il 28 agosto 2006 nella città di Peterborough in Canada. In ottobre 2006 la prima unità di scene si è spostata a Toronto e proprio in questo periodo l'attrice Teresa Palmer ha abbandonato il cast a favore di Rachel Bilson, già nota per le sue interpretazioni nella serie televisiva The O.C.. Verso la fine di novembre 2006 il regista Doug Liman ha richiesto alla regione Lazio e all'organizzazione Roma Film Commission il permesso di filmare all'interno del Colosseo per ultimare la lavorazione. Nella prima sceneggiatura era previsto lo scontro al Pantheon e non al Colosseo, ma poiché il copione ha subito tre revisioni molte ambientazioni sono state cambiate. Le riprese al Colosseo sono state ultimate l'8 dicembre 2006, dopodiché il personale tecnico e artistico del film si è spostato nuovamente a Toronto in Canada e infine a Tokyo. La lavorazione è terminata il 12 gennaio 2007. Il budget del film è stato di circa 85.000.000 $.

## Promozione
Il primo teaser trailer del film è stato pubblicato su Internet il 10 ottobre 2007.
Il film è stato fortemente soggetto a marketing virale da parte dei siti WhatWeird.com e YouTube, dove sono stati inseriti trailer e scene tagliate; inoltre il fenomeno internet lonelygirl15 ha mostrato la trama completa prima della distribuzione cinematografica della pellicola.
Il 3 febbraio 2008 l'attore Samuel L. Jackson è stato ospite in un programma della rete televisiva Fox Broadcasting Company che ha messo in onda la 42ª edizione annuale del Super Bowl nel football americano; qui, prima dell'inizio dell'edizione, ha pubblicizzato il film con recensioni positive, locandine e fotografie del set.

## Distribuzione
Il film è uscito nelle sale cinematografiche degli Stati Uniti d'America il 14 febbraio 2008, mentre in quelle Italiane il 29 febbraio 2008.

## Accoglienza
Il film ha debuttato negli Stati Uniti il 14 febbraio 2008, dove è stato proiettato in 3.428 cinema; la prima settimana di proiezione l'incasso è stato di 27.354.808 $ nei soli Stati Uniti.

## Altri media

### Graphic novel
Il 13 febbraio 2008 la casa editrice Oni Press ha pubblicato un graphic novel ispirata parzialmente alle vicende del film, titolata Jumper: Jumpscars.
Il romanzo a fumetti è stato scritto da Nunzio DeFilippis e Christina Weir, e illustrato da Brian Hurtt.

### Videogioco
Il 12 febbraio 2008 la società Brash Entertainment ha messo sul mercato un videogioco tratto dal film, titolato Jumper: Griffin's Story; il videogioco è disponibile per Nintendo Wii, Xbox 360 e PlayStation 2.